# Ioduro di litio
Lo ioduro di litio è il sale di litio dell'acido iodidrico, di formula LiI. 
Se esposto all'aria reagisce con l'ossigeno formando iodio e ossido di litio.

## Usi
Lo ioduro di litio è usato come elettrolita nelle batterie ad alta temperatura o in quelle destinate ad una lunga durata, come quelle dei pacemaker.

All'occorrenza può essere anche utilizzato come fosfòro per l'individuazione dei neutroni.